# Renault Express
O Renault Express é um furgão pequeno fabricado pela Renault com base no Renault 5. Esteve em linha entre 1985 e 2000 na Europa. No Brasil, foi vendido apenas o chamado Fase III, somente com motor 1.6 8v, entre 1995 e 2000, sendo substituído pelo Renault Kangoo.
Entre 1985 e 2000 foram produzidas 1.730.000 unidades da Express.